# Podmokła
Podmokła (německy Tiefengrundkamm) je hora nacházející se ve Vysokém jizerském hřebeni v polské části Jizerských hor. Jedná se o velmi nenápadný vrchol, spíše o vyvýšeninu v hřebeni. Nejzřetelnější je při pohledu z Polany Izerské, kde kdysi stávalo několik chalup Kammhäuser (Hřebenové domy). Ty zůstaly opuštěné od roku 1945.

## Přístup
Blátivá, nevýrazná, červeně značená cesta vede na vrchol Podmokła z nejhlubšího sedla ve Vysokém jizerském hřebeni, z Mokre Prełęcze (940 m). V sedle je umístěn stolek s lavicí. Vrchol je plochý, jen těžko rozeznatelný.

## Název
Jméno Podmokła vzniklo přejmenováním špatně přeložitelných německých výrazů a znamená podmáčené místo, mokřad.